# Lawrence Welk
Lawrence Welk (Strasburg, 11 maart 1903 – Santa Monica, 17 mei 1992) was een Amerikaanse musicus, accordeonspeler, orkestleider en televisiepersoonlijkheid, die grote bekendheid verwierf als presentator van The Lawrence Welk Show, een variétéprogramma dat liep van 1951 tot 1982.

## Biografie

### Vroege jaren
Welk werd geboren in het Duitstalige dorpje Strasburg, North Dakota als zesde in een gezin van acht kinderen. Zijn ouders waren Ludwig en Christiana Welk, etnische Duitsers die in 1892 vanuit Odessa in het Russische Keizerrijk emigreerden naar Amerika.
Hij besloot om de muziekindustrie in te gaan en kon zijn vader overtuigen om een accordeon te kopen voor $400. In ruil daarvoor zou hij tot zijn 21ste helpen op de boerderij. Welk sprak met een Duits-Russisch accent omdat in het gebied waar hij woonde Duits een voorname taal was en zelfs zijn leraren op school het Engels als tweede taal hadden. In de jaren vijftig nam hij dictielessen en sprak bijna accentloos, maar het publiek verwachte van hem dat sommige woorden met een accent werden uitgesproken. Als aan Welk gevraagd werd waar hij afkomstig van was zei hij steevast Elzas-Lotharingen, waar zijn familie vandaan kwam voor ze naar Rusland verhuisden.

### Carrière
Op zijn 21ste had Welk zijn belofte aan zijn vader vervuld en verliet hij de boerderij. Na bij enkele orkesten gespeeld te hebben werd hij orkestleider van een bigband waarmee hij door heel Amerika trok. In 1951 vestigde hij zich in Los Angeles en kreeg op de plaatselijke zender KTLA het programma The Lawrence Welk Show. De variétéshow werd een plaatselijke hit en in 1955 werd het programma opgepikt door ABC. Het orkest speelde liedjes die de voorbije jaren hits geweest waren zodat het publiek al bekend was met de liedjes. Het programma liep tot 1982 en werd sindsdien al vaak herhaald.
Welk had enkele instrumentale hits. Het bekendste is Calcutta, dat in 1961 een nummer 1-hit werd en meer dan een miljoen keer over de toonbank ging.

### Persoonlijk leven
Welk was 61 jaar gehuwd met Fern Renner, tot aan zijn dood. Zij kregen drie kinderen en hebben ook vele kleinkinderen en achterkleinkinderen. Fenn overleed in 1992 in Santa Monica aan een longontsteking.